# Per me è importante
Per me è importante è un singolo del gruppo musicale italiano Tiromancino, pubblicato il 3 ottobre 2002 come primo estratto dal sesto album in studio In continuo movimento.
Il singolo è il primo, e finora l'unico del gruppo romano, arrivato al numero uno in classifica. Sia il brano che il suo relativo videoclip hanno vinto il Tutto Award 2002 nelle rispettive categorie. La canzone ha anche ricevuto un ottimo riscontro nelle radio.

## Tracce
1. Per me è importante – 4:23
2. Le onde – 2:57
3. Strumentale – 2:01

## Formazione
- Federico Zampaglione – voce, chitarra acustica
- Andrea Pesce – pianoforte, tastiere
- Piero Monterisi – batteria
- Stefano Palandri – chitarra elettrica
- Emanuele Brignola – basso elettrico

## Classifiche
| Classifica (2002) | Posizione massima |
| ----------------- | ----------------- |
| Italia            | 1                 |

## Duetto
L'8 marzo 2019, in occasione della festa della donna, viene pubblicata una nuova versione del brano in duetto con Tiziano Ferro.
Il singolo viene pubblicato anche in Svizzera e a Malta.

### Video musicale
Il videoclip è stato diretto da Marco Pavone e pubblicato il 2 marzo 2019 attraverso il canale YouTube dei Tiromancino.

### Tracce
1. Per me è importante (feat. Tiziano Ferro) – 4:23